# Trévenans
Trévenans è un comune francese di 1 131 abitanti situato nel dipartimento del Territorio di Belfort nella regione della Borgogna-Franca Contea.
Nel comune si trova la residenza del vescovo di Belfort-Montbéliard.

## Storia

### Simboli
Lo stemma comunale è stato adottato nel 2014.

## Società

### Evoluzione demografica
Abitanti censiti